# تقسيم إداري ذاتي الحكم

البلدان التي بها منطقة واحدة على الأقل تسمى "ذاتية الحكم" أو محددة بذلك بموجب القانون.

التقسيم الإداري ذاتي الحكم (يشار إلى ذلك التقسيم أيضًا باسم منطقة أو كيان أو وحدة أو تقسيم أو إقليم) هو تقسيم فرعي أو ملحق تابع لدولة ما يتمتع بدرجة من الحكم أو الاستقلال الذاتي من سلطة خارجية. عادةً ما يكون متميزًا جغرافيًا عن بقية البلاد أو يسكنه أقلية قومية. تعتبر اللامركزية في صلاحيات ووظائف الحكم الذاتي في هذه التقسيمات هي وسيلة الحكومة وطنية لمحاولة زيادة المشاركة الديمقراطية أو الكفاءة الإدارية أو نزع فتيل النزاعات الداخلية. البلدان التي تشمل مناطق الحكم الذاتي قد يكون فبدرالي أو كونفدرالي. يمكن تقسيم مناطق الحكم الذاتي إلى أقاليم أو مناطق فرعية أو محلية.

## قائمة تقسيمات الحكم الذاتي حسب التسمية
| التسمية      | التقسيم                                                | الدولة                                                | ملاحظات |
| ------------ | ------------------------------------------------------ | ----------------------------------------------------- | --- |
| إقليم        | آزاد كشمير                                             | باكستان                                               | آزاد كشمير وغلغت-بلتستان هما إقليمان يتمتعان بالحكم الذاتي ويرتبطان بباكستان ولكن لم يتم ضمهما رسميًا إلى باكستان حيث لم يتم حل نزاع كشمير بينها وبين الهند. |
| إقليم        | غلغت-بلتستان                                           | باكستان                                               | آزاد كشمير وغلغت-بلتستان هما إقليمان يتمتعان بالحكم الذاتي ويرتبطان بباكستان ولكن لم يتم ضمهما رسميًا إلى باكستان حيث لم يتم حل نزاع كشمير بينها وبين الهند. |
| إقليم        | - جزر فارو - جرينلاند                                  | مملكة الدنمارك                                        | يتمتع الإقليمان بسلطة تشريعية منتخبة لها القدرة على التشريع في الأمور المنقولة إليها، يحتفظ برلمان الدنمارك بالسيادة (الدنمارك دولة مركزية) ويشرع في المسائل غير المنقولة، بالإضافة إلى أن لديه القدرة على التشريع في المناطق التي تم نقلها (لا يحدث هذا عادة دون موافقة الهيئة التشريعية المنقولة). |
| لواء         | أوروكين                                                | جمهورية الصين الشعبية                                 | في الواقع، هي محافظات ذاتية الحكم. |
| لواء         | إيفينك                                                 | جمهورية الصين الشعبية                                 | في الواقع، هي محافظات ذاتية الحكم. |
| لواء         | مورين داوا داهور                                       | جمهورية الصين الشعبية                                 | في الواقع، هي محافظات ذاتية الحكم. |
| مدينة        | بوينس آيرس                                             | الأرجنتين                                             | عاصمة الأرجنتين وأكبر مدنها. |
| مدينة        | سبتة                                                   | إسبانيا                                               | المدينتان هما مستحاطتان تقعان على الساحل الشمالي لشمال إفريقيا وتحيط بهما المغرب، ويفصلهما مضيق جبل طارق عن شبه الجزيرة الإيبيرية. |
| مدينة        | مليلية                                                 | إسبانيا                                               | المدينتان هما مستحاطتان تقعان على الساحل الشمالي لشمال إفريقيا وتحيط بهما المغرب، ويفصلهما مضيق جبل طارق عن شبه الجزيرة الإيبيرية. |
| مدينة        | طشقند                                                  | أوزبكستان                                             | عاصمة أوزبكستان. |
| كميونة       | بانغي                                                  | جمهورية أفريقيا الوسطى                                | عاصمة جمهورية أفريقيا الوسطى وأكبر مدنها. |
| مجتمع        | يوجد 17 منطقة ذاتية الحكم في إسبانيا.                  | يوجد 17 منطقة ذاتية الحكم في إسبانيا.                 | يوجد 17 منطقة ذاتية الحكم في إسبانيا. |
| بلد          | - أيرلندا الشمالية - اسكتلندا - ويلز                   | المملكة المتحدة                                       | يتمتع هذه البلدان بسلطة تشريعية منتخبة لها القدرة على التشريع في الأمور المفوضة إليها، يحتفظ برلمان الدنمارك بالسيادة (الدنمارك دولة مركزية) ويشرع في المسائل غير المنقولة، بالإضافة إلى أن لديه القدرة على التشريع في المناطق التي تم نقلها (لا يحدث هذا عادة دون موافقة الهيئة التشريعية المنقولة). |
| سلطة         | السلطة الوطنية الفلسطينية                              | الضفة الغربية وقطاع غزة                               | في عام 1947، اعتمدت الأمم المتحدة خطة تقسيم لفلسطين توصي بإنشاء دولة مستقلة عربية وأخرى يهودية وتدويل القدس. [40] تم قبول الخطة من قبل الوكالة اليهودية، ورفضها القادة العرب. [41][42][43] في العام التالي أعلنت الوكالة اليهودية قيام دولة إسرائيل، وشهدت حرب 1948 قيام إسرائيل على معظم أراضي الانتداب السابقة، بينما كانت الضفة الغربية وقطاع غزة تحت سيطرة الدول العربية المجاورة. [44] خاضت إسرائيل منذ ذلك الحين عدة حروب مع الدول العربية، [45] ومنذ حرب 1967 احتلت مناطق محتلة بما في ذلك الضفة الغربية ومرتفعات الجولان وقطاع غزة (لا تزال تعتبر محتلة بعد فك الارتباط في عام 2005، على الرغم من أن بعض الخبراء القانونيين يعارضون هذا الادعاء). [46][47][48][fn 5] وسعت قوانينها لتشمل مرتفعات الجولان والقدس الشرقية، ولكن ليس الضفة الغربية. [49][50][51][52] يعتبر احتلال إسرائيل للأراضي الفلسطينية هو أطول احتلال عسكري في العالم في العصر الحديث. [fn 5] 54] لم تسفر الجهود المبذولة لحل النزاع الإسرائيلي الفلسطيني عن التوصل إلى اتفاق سلام نهائي. ومع ذلك، تم توقيع معاهدات السلام بين إسرائيل ومصر والأردن. في 15 نوفمبر 1988، أعلن ياسر عرفات، رئيس منظمة التحرير الفلسطينية، في الجزائر العاصمة ، إنشاء دولة فلسطين. بعد مرور عام على توقيع اتفاقيات أوسلو في عام 1993، تم تشكيل السلطة الوطنية الفلسطينية لحكم المنطقتين أ وب في الضفة الغربية وقطاع غزة. ستحكم حماس فيما بعد غزة في عام 2007، بعد عامين من الانسحاب الإسرائيلي من غزة. تم الاعتراف بدولة فلسطين من قبل 138 عضوًا من الأمم المتحدة ومنذ عام 2012 تتمتع بمركز دولة مراقبة غير عضو في الأمم المتحدة - مما يعني الاعتراف بالدولة. [26][27][28] وهي عضو في جامعة الدول العربية ومنظمة التعاون الإسلامي ومجموعة السبعة والسبعين واللجنة الأولمبية الدولية وغيرها من الهيئات الدولية. |
| محافظة       | يوجد 117 محافظة ذاتية الحكم في جمهورية الصين الشعبية.  | يوجد 117 محافظة ذاتية الحكم في جمهورية الصين الشعبية. | يوجد 117 محافظة ذاتية الحكم في جمهورية الصين الشعبية. |
| مجلس مقاطعة  | يوجد 25 مجلس مقاطعة ذاتي الحكم في الهند                | الهند                                                 | يتم تشكيل مجالس المقاطعات المتمتعة بالحكم الذاتي بموجب أحكام الجدول السادس من دستور الهند. |
| جزيرة        | توباغو                                                 | ترينيداد وتوباغو                                      | مجلس توباغو البرلماني هو هيئة تشريعية مستقلة مسؤولة عن جزيرة توباغو. |
| أوكروغ       | يوجد 6 أوكروغات ذاتية الحكم في روسيا.                  | يوجد 6 أوكروغات ذاتية الحكم في روسيا.                 | يوجد 6 أوكروغات ذاتية الحكم في روسيا. |
| أوبلاست      | الأوبلاست اليهودية ذاتية الحكم                         | روسيا                                                 | |
| عمالة        | يوجد 30 عمالة ذاتية الحكم في جمهورية الصين الشعبية.    | يوجد 30 عمالة ذاتية الحكم في جمهورية الصين الشعبية.   | يوجد 30 عمالة ذاتية الحكم في جمهورية الصين الشعبية. |
| مقاطعة       | جيجو                                                   | كوريا الجنوبية                                        | |
| مقاطعة       | كوسوفو وميتوهيا                                        | تطالب بها: صربيا                                      | أعلنت جمهورية كوسوفو الاستقلال عام 200،. في حين أن صربيا لم تعترف رسمياً باستقلال كوسوفو ولا يزال لديها جهاز إداري للمقاطعة المتمتعة بالحكم الذاتي، إلا أن استقلالها معترف به من قبل 112 دولة عضو في الأمم المتحدة. |
| مقاطعة       | كوسوفو وميتوهيا                                        | تسيطر عليها: كوسوفو                                   | أعلنت جمهورية كوسوفو الاستقلال عام 200،. في حين أن صربيا لم تعترف رسمياً باستقلال كوسوفو ولا يزال لديها جهاز إداري للمقاطعة المتمتعة بالحكم الذاتي، إلا أن استقلالها معترف به من قبل 112 دولة عضو في الأمم المتحدة. |
| مقاطعة       | جنوب تيرول                                             | إيطاليا                                               | |
| مقاطعة       | ترينتو                                                 | إيطاليا                                               | |
| مقاطعة       | فويفودينا                                              | صربيا                                                 | |
| مقاطعة       | آتشيه                                                  | إندونيسيا                                             | تعتبر المقاطعة الإندونيسية الوحيدة التي تحكم رسميًا بالشريعة الإسلامية. |
| مقاطعة       | بابوا                                                  | إندونيسيا                                             | حكم ذاتي خاص. |
| مقاطعة       | بابوا الغربية                                          | إندونيسيا                                             | حكم ذاتي خاص. |
| مقاطعة       | يوغياكارتا                                             | إندونيسيا                                             | يوجياكرتا هي الملكية الوحيدة المعترف بها رسمياً في إندونيسيا. |
| مقاطعة       | - مالامبا - بيناما - سانما - شيفا - تافيا - توربا      | فانواتو                                               | مقاطعات فانواتو هي وحدات مستقلة ذات برلمانات محلية منتخبة شعبيا. |
| منطقة        | جزر أولاند                                             | فنلندا                                                | |
| منطقة        | وادي أوستا                                             | إيطاليا                                               | |
| منطقة        | الأزور                                                 | البرتغال                                              | |
| منطقة        | بوغانفيل                                               | بابوا غينيا الجديدة                                   | |
| منطقة        | فريولي فينيتسيا جوليا                                  | إيطاليا                                               | |
| منطقة        | قوانغشي                                                | جمهورية الصين الشعبية                                 | |
| منطقة        | هونغ كونغ ماكاو                                        | جمهورية الصين الشعبية                                 | |
| منطقة        | محمية هوبي                                             | الولايات المتحدة                                      | |
| منطقة        | أمة الشيروكي                                           | الولايات المتحدة                                      | |
| منطقة        | أمة تشوكتاو                                            | الولايات المتحدة                                      | |
| منطقة        | محمية باين ريدج الهندية                                | الولايات المتحدة                                      | |
| منطقة        | منغوليا الداخلية                                       | جمهورية الصين الشعبية                                 | |
| منطقة        | كردستان العراق                                         | العراق                                                | المنطقة الوحيدة التي اكتسبت اعترافًا رسميًا دوليًا ككيان إقليمي يتمتع بالحكم الذاتي. |
| منطقة        | جاكرتا                                                 | إندونيسيا                                             | عاصمة إندونيسيا وأكبر مدنها. |
| منطقة        | أرض البنط أرض الصومال غلمدغ جوبا لاند جنوب غرب الصومال | الصومال                                               | إقليم أرض البنط هو المنطقة الوحيدة المتمتعة بالحكم الذاتي داخل الصومال. |
| منطقة        | جزر ماديرا                                             | البرتغال                                              | |
| منطقة        | بانجسامورو                                             | الفلبين                                               | |
| منطقة        | جبل آثوس                                               | اليونان                                               | |
| منطقة        | محمية نافاجو                                           | الولايات المتحدة                                      | |
| منطقة        | نينغشيا                                                | جمهورية الصين الشعبية                                 | |
| منطقة        | شعب نيسجا                                              | كندا                                                  | |
| منطقة        | نوناتسيافوت                                            | كندا                                                  | |
| منطقة        | ساحل شمال الكاريبي                                     | نيكاراغوا                                             | |
| منطقة        | ساحل جنوب الكاريبي                                     | نيكاراغوا                                             | |
| منطقة        | مايوت جزر كومورو                                       | تطالب بها: جزر القمر                                  | الجزر مقسمة سياسياً بين اتحاد جزر القمر (بتعداد 850,688) وإقليمين في فرنسا: مقاطعة مايوت (27702 نسمة) وجزر حلوريوسو، وهي جزء من الجزر المنتشرة في المحيط الهندي، المنطقة الخامسة في الأراضي الفرنسية الجنوبية والقطب الجنوبي. تمت الموافقة على هذا التغيير بنسبة 73 ٪ في استفتاء على جزيرة مايوت. بعد الإصلاح الدستوري في عام 2003، أصبحت مستعمرة ما وراء البحار فرنسية مع الاختفاظ بتبعيتها لمايوت. أصبحت مايوت إدارة خارجية لفرنسا (أقاليم ما وراء البحار) في 31 مارس 2011 بعد نتيجة استفتاء وضع ماهوران في مارس 2009، والذي تمت الموافقة عليه بأغلبية ساحقة من قرابة 95٪ من الناخبين. |
| منطقة        | مايوت جزر كومورو                                       | تسيطر عليها: مايوت                                    | الجزر مقسمة سياسياً بين اتحاد جزر القمر (بتعداد 850,688) وإقليمين في فرنسا: مقاطعة مايوت (27702 نسمة) وجزر حلوريوسو، وهي جزء من الجزر المنتشرة في المحيط الهندي، المنطقة الخامسة في الأراضي الفرنسية الجنوبية والقطب الجنوبي. تمت الموافقة على هذا التغيير بنسبة 73 ٪ في استفتاء على جزيرة مايوت. بعد الإصلاح الدستوري في عام 2003، أصبحت مستعمرة ما وراء البحار فرنسية مع الاختفاظ بتبعيتها لمايوت. أصبحت مايوت إدارة خارجية لفرنسا (أقاليم ما وراء البحار) في 31 مارس 2011 بعد نتيجة استفتاء وضع ماهوران في مارس 2009، والذي تمت الموافقة عليه بأغلبية ساحقة من قرابة 95٪ من الناخبين. |
| منطقة        | قالب:بيانات بلد رودريغز                                | موريشيوس                                              | |
| منطقة        | روج آفا                                                | سوريا                                                 | |
| منطقة        | سردينيا                                                | إيطاليا                                               | |
| منطقة        | صقلية                                                  | إيطاليا                                               | |
| منطقة        | التبت                                                  | جمهورية الصين الشعبية                                 | |
| منطقة        | تليشو                                                  | كندا                                                  | |
| منطقة        | سنجان                                                  | جمهورية الصين الشعبية                                 | |
| منطقة        | زنجبار                                                 | تنزانيا                                               | |
| جمهورية      | نخجوان                                                 | أذربيجان                                              | |
| جمهورية      | أجاريا                                                 | جورجيا                                                | |
| جمهورية      | أبخازيا                                                | تطالب بها: جورجيا                                     | في عام 1999، أعلنت جمهورية أبخازيا استقلالها عن جورجيا بعد حرب 1992-1993. لم تعترف جورجيا ومعظم الدول الأعضاء في الأمم المتحدة باستقلال أبخازيا ولا يزال لديها جهاز إداري لجمهورية الحكم الذاتي. تم الاعتراف باستقلالها من قبل روسيا وثلاث دول أخرى من أعضاء الأمم المتحدة. |
| جمهورية      | أبخازيا                                                | تسيطر عليها: أبخازيا                                  | في عام 1999، أعلنت جمهورية أبخازيا استقلالها عن جورجيا بعد حرب 1992-1993. لم تعترف جورجيا ومعظم الدول الأعضاء في الأمم المتحدة باستقلال أبخازيا ولا يزال لديها جهاز إداري لجمهورية الحكم الذاتي. تم الاعتراف باستقلالها من قبل روسيا وثلاث دول أخرى من أعضاء الأمم المتحدة. |
| جمهورية      | بدخشان الجبلية                                         | طاجيكستان                                             | |
| جمهورية      | القرم                                                  | تطالب بها: أوكرانيا                                   | |
| جمهورية      | القرم                                                  | تسيطر عليها: روسيا                                    | |
| جمهورية      | قرقل باغستان                                           | أوزبكستان                                             | |
| جمهورية      | الصحراء الغربيةالأقاليم الجنوبيةاتفاق مدريد            | تطالب بها: المغرب                                     | |
| جمهورية      | الصحراء الغربيةالأقاليم الجنوبيةاتفاق مدريد            | تسيطر عليها: الجمهورية العربية الصحراوية الديمقراطية  | |
| قسم          | بيساو                                                  | غينيا بيساو                                           | |
| وحدة إقليمية | غاغاوزيا                                               | مولدوفا                                               | |
| وحدة إقليمية | ترانسنيستريا                                           | تطالب بها: مولدوفا                                    | في عام 1990، أعلنت جمهورية بريدنيستروفيه المولدافية استقلالها عن الاتحاد السوفيتي. في حين أن مولدوفا لم تعترف رسمياً باستقلال ترانسنيستريا وما زال لديها جهاز إداري للمقاطعة المتمتعة بالحكم الذاتي، إلا أن استقلالها معترف به من قبل 3 دول أخرى غير أعضاء في الأمم المتحدة. |
| وحدة إقليمية | ترانسنيستريا                                           | تسيطر عليها: ترانسنيستريا                             | في عام 1990، أعلنت جمهورية بريدنيستروفيه المولدافية استقلالها عن الاتحاد السوفيتي. في حين أن مولدوفا لم تعترف رسمياً باستقلال ترانسنيستريا وما زال لديها جهاز إداري للمقاطعة المتمتعة بالحكم الذاتي، إلا أن استقلالها معترف به من قبل 3 دول أخرى غير أعضاء في الأمم المتحدة. |
| كيان         | - جمهورية صرب البوسنة - اتحاد البوسنة والهرسك          | البوسنة والهرسك                                       | |

تشمل المناطق الأخرى المتمتعة بالحكم الذاتي، أرض الصومال، وأرض البنط، وجوبا لاند ، والصومال الخاضع للسيطرة الإثيوبية، وهولندا (جزء من مملكة هولندا)، وأروبا (مملكة هولندا)، وكوراساو (مملكة هولندا)، وسينت مارتن (مملكة هولندا).

## قائمة الكيانات الأخرى التي تعتبر مستقلة

### أقاليم ما ورائ البحار
أقاليم ما وراء البحار البريطانية وتبعيات التاج
تعتبر كل من جيرزي وغيرنزي وجزيرة مان من ملحقات التاج البريطاني التي لا تشكل جزءًا من المملكة المتحدة؛ ومع ذلك، فإن المملكة المتحدة مسؤولة عن شؤونهم الدفاعية والدولية. يعتبر جبل طارق إقليم خارجي يتمتع بالحكم الذاتي في المملكة المتحدة . تتمتع معظم أقاليم ما وراء البحار البريطانية الثلاثة عشر الأخرى بالحكم الذاتي في الشؤون الداخلية من خلال المجالس التشريعية المحلية.
الأقاليم التابعة لنيوزيلندا
تحتفظ نيوزيلندا بالسيادة الاسمية على ثلاث دول في جزر المحيط الهادئ. جزر كوك ونيوي دولتان تتمتعان بالحكم الذاتي في ارتباط حر مع نيوزيلندا وتحافظ على بعض العلاقات الدولية باسمها، بينما لا تزال توكيلاو تابعة لنيوزيلندا. تعد جزر تشاتام - على الرغم من تعيينها كإقليم - جزءًا لا يتجزأ من البلاد، وتقع داخل أرخبيل نيوزيلندا. مجلس الإقليم ليس مستقلاً ولديه على نطاق واسع نفس الصلاحيات التي تتمتع بها المجالس المحلية الأخرى، رغم أنه يمكن أن يفرض رسومًا على البضائع التي تدخل أو تغادر الجزر.
الدول التأسيسية الهولندية
أروبا وكوراساو وسانت مارتن هي دول تتمتع بالحكم الذاتي داخل مملكة هولندا، ولكل منها برلمان خاص بها. بالإضافة إلى ذلك، يتمتعون بالحكم الذاتي في المسائل الضريبية بالإضافة إلى عملاتهم الخاصة.
التجمعات الفرنسية ما وراء البحار، كاليدونيا الجديدة، وكورسيكا
يعترف الدستور الفرنسي بثلاث ولايات مستقلة. تتمتع كورسيكا، وهي منطقة فرنسية، بدرجة أكبر من الاستقلال الذاتي في مسائل مثل الضرائب والتعليم مقارنة بمناطق البر الرئيسي. كاليدونيا الجديدة، وهي تجمع فريد من نوعها، وبولينيزيا الفرنسية، وهي تجمع ما وراء البحار، هي مناطق تتمتع بحكم ذاتي عالٍ مع حكومتها وتشريعاتها وعملتها ودستورها. ومع ذلك، لا تتمتع بسلطات تشريعية في مجالات السياسة المتعلقة بالقانون والنظام أو الدفاع أو مراقبة الحدود أو التعليم الجامعي. تتمتع المجموعات الأصغر الأخرى في الخارج بدرجة أقل من الاستقلال الذاتي من خلال المجالس التشريعية المحلية. المناطق الخمس ما وراء البحار هي غويانا الفرنسية، وغوادالوب، ومارتينيك، ومايوت وريونيون تخضع بشكل عام لمناطق البر الرئيسي؛ ومع ذلك، يتمتعون ببعض الصلاحيات الإضافية، بما في ذلك بعض السلطات التشريعية للمناطق المنقولة.

### الوريدات الإثيوبية الخاصة
في إثيوبيا ، «الوريدات الخاصة» هي مجموعة فرعية من الوريدات (المقاطعات) التي يتم تنظيمها حول الأوطان التقليدية للأقليات العرقية، وهي خارج التسلسل الهرمي المعتاد للكيليل أو المنطقة. هذه الوريدات لها العديد من أوجه التشابه مع مناطق الحكم الذاتي في بلدان أخرى.

### المناطق المخصصة للشعوب الأصلية
المناطق الأخرى المتمتعة بالحكم الذاتي بطبيعتها ولكنها ليست بالاسم هي مناطق مخصصة للشعوب الأصلية، مثل تلك الموجودة في الأمريكتين :
- المجميات الهندية للسكان الأصليين ( الأمم الأولى أو أمريكا الأصلية أو الهندية)، في كندا والولايات المتحدة.
- المحافظات الخمس («مناطق السكان الأصليين») من بنما .

## قائمة التقسيمات الادارية التاريخية ذاتية الحكم
- فويفودية سيليزيا ذاتية الحكم
- الحكم الذاتي الإقليمي لمسلمي مندناو (1989-2019)
- جمهورية إبيروس الشمالية ذاتية الحكم في ألبانيا (1914).
- جمهوريات الاتحاد السوفيتي المتمتعة بالحكم الذاتي (1922-1990)
- روثينيا الكارباتية وسلوفاكيا في تشيكوسلوفاكيا (1938-1939).
- دوقية فنلندا الكبرى في لإمبراطورية الروسية .
- منطقة ماجيار ذاتية الحكم في جمهورية رومانيا الاشتراكية (1952-1968)
- ايرلندا الجنوبية (1921-1922) وايرلندا الشمالية (1921-1972) في المملكة المتحدة لبريطانيا العظمى وايرلندا .